# Elena Donazzan
Elena Donazzan, née le 22 juin 1972 à Bassano del Grappa, est une députée européenne italienne élue en 2024. Elle a été successivement membre de plusieurs partis de droite et de centre droit : le Mouvement Social Italien (MSI), l'Alliance Nationale (AN), le Peuple de la Liberté (PdL), Forza Italia (FI) et, actuellement, les Fratelli d'Italia (FdI).

## Biographie
Né à Bassano del Grappa en Vénétie, Elena Donazzan est élue pour la première fois au Conseil régional de Vénétie (it) pour Alleanza nazionale, lors des élections régionales vénitiennes de 2000. Réélue aux élections régionales vénitiennes de 2005, elle est ministre régionale de l'Éducation dans le troisième gouvernement de Giancarlo Galan (2005-2010). Réélue aux élections régionales vénitiennes de 2010 pour le PdL, aux élections régionales vénitiennes de 2015 pour FI et, enfin, aux élections régionales vénitiennes de 2020 pour FdI, elle a été ministre de l'Éducation, de la Formation, du Travail et de l'Égalité des chances en Le premier (2010-2015), le deuxième (2015-2020) et le troisième gouvernements (2020-présent) de Luca Zaia,,. Elle est ainsi l'actuelle ministre régionale la plus ancienne en poste, ainsi que l'une des plus anciennes ministres de la politique vénitienne.
Fière de son éducation politique et résolument nationaliste italienne, Donazzan a chanté un hymne fasciste italien (« Faccetta nera ») lors de l'émission radiophonique La Zanzara le 8 janvier 2021. Souvent en désaccord avec son partenaire de coalition nationaliste vénitien, la Liga Veneta (it), cet épisode lui a valu une motion de censure qui n'a finalement pas été adoptée, grâce à l'abstention de la Liga Veneta,,.
En 2024, elle se présente aux élections européennes sur la liste des Fratelli d'Italia et est élue députée européenne le 9 juin,.

## Critiques

### Déclarations controversées sur Israël (2025)
Le 17 juin 2025, lors d’un discours au Parlement européen, la députée européenne italienne Elena Donazzan (Fratelli d'Italia) a suscité une controverse en défendant les opérations militaires d’Israël dans la bande de Gaza à la suite des attaques du 7 octobre 2024. Donazzan a déclaré qu’« Israël a le courage de faire ce que l’Europe n’a pas le courage de faire », présentant les bombardements comme un acte légitime de légitime défense.
Ses propos ont été tenus au milieu d’une crise humanitaire, alors que le bilan des morts à Gaza aurait dépassé les 56 000, incluant des milliers de femmes et d’enfants. Malgré cela, Donazzan a affirmé que les enfants tués étaient des « enfants de terroristes utilisés comme boucliers humains ».
Elle a également critiqué les médias européens, les accusant de ne pas rendre compte du droit d’Israël à se défendre, déclarant : « Les journaux européens n’en parlent pas. » Ses déclarations ont provoqué de vives réactions parmi ses collègues parlementaires, notamment des groupes S&D et Verts, qui l’ont accusée de déshumaniser les victimes civiles et ont appelé à une réévaluation des relations UE–Israël au regard des violations présumées du droit international humanitaire.

### Critiques suite à ses propos sur les mariages mixtes (juin 2024)
Au début du mois de juin 2024, la conseillère régionale de Vénétie et candidate Fratelli d'Italia aux élections européennes, Elena Donazzan, a provoqué une large polémique en affirmant que les mariages mixtes entre femmes catholiques et hommes musulmans « peuvent faciliter l’infiltration du terrorisme islamique » et en avertissant que « l’Italie est en train de se déchristianiser ». Elle a ajouté que « des cultures aussi différentes, lorsqu’elles sont réunies, peuvent poser problème dans une période marquée par un terrorisme fort » et a insisté sur le fait que, même si l’Italie peut être multiethnique, elle ne devrait pas être multiculturelle,.
Ses propos, qualifiés de xénophobes et alarmistes, ont provoqué un tollé immédiat parmi les figures politiques régionales : la députée démocrate Ouidad Bakkali a appelé la Première ministre Meloni à prendre publiquement ses distances, qualifiant les paroles de Donazzan de « racistes et médiévales ». Raffaella Paita d’Italia Viva a également condamné ces déclarations comme étant fondées sur des préjugés. Des analystes ont souligné que la position de Donazzan confondait identité religieuse et extrémisme, renforçant ainsi des stéréotypes préjudiciables,.